# Hafciarstwo

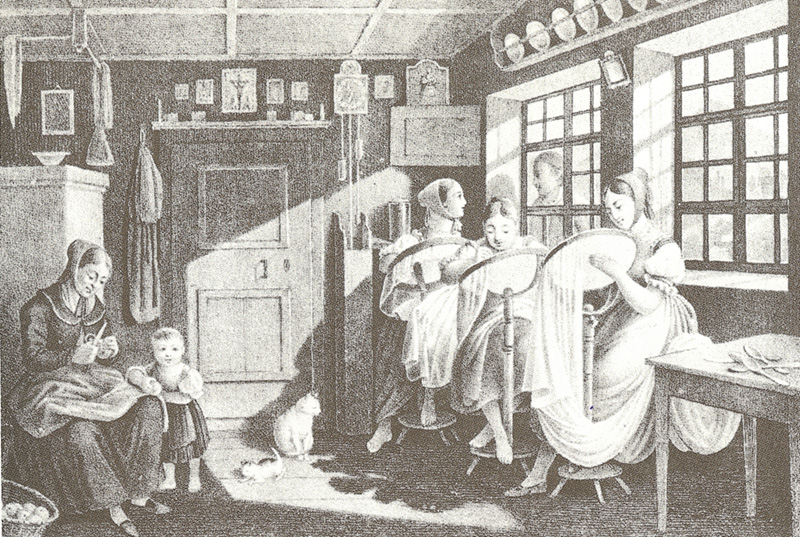
Hafciarstwo ręczne. Zdobienie tkanin przez kobiety wiejskie z Appenzell przy użyciu tamborka zamocowanego na stojaku (lata 30. XIX wieku).

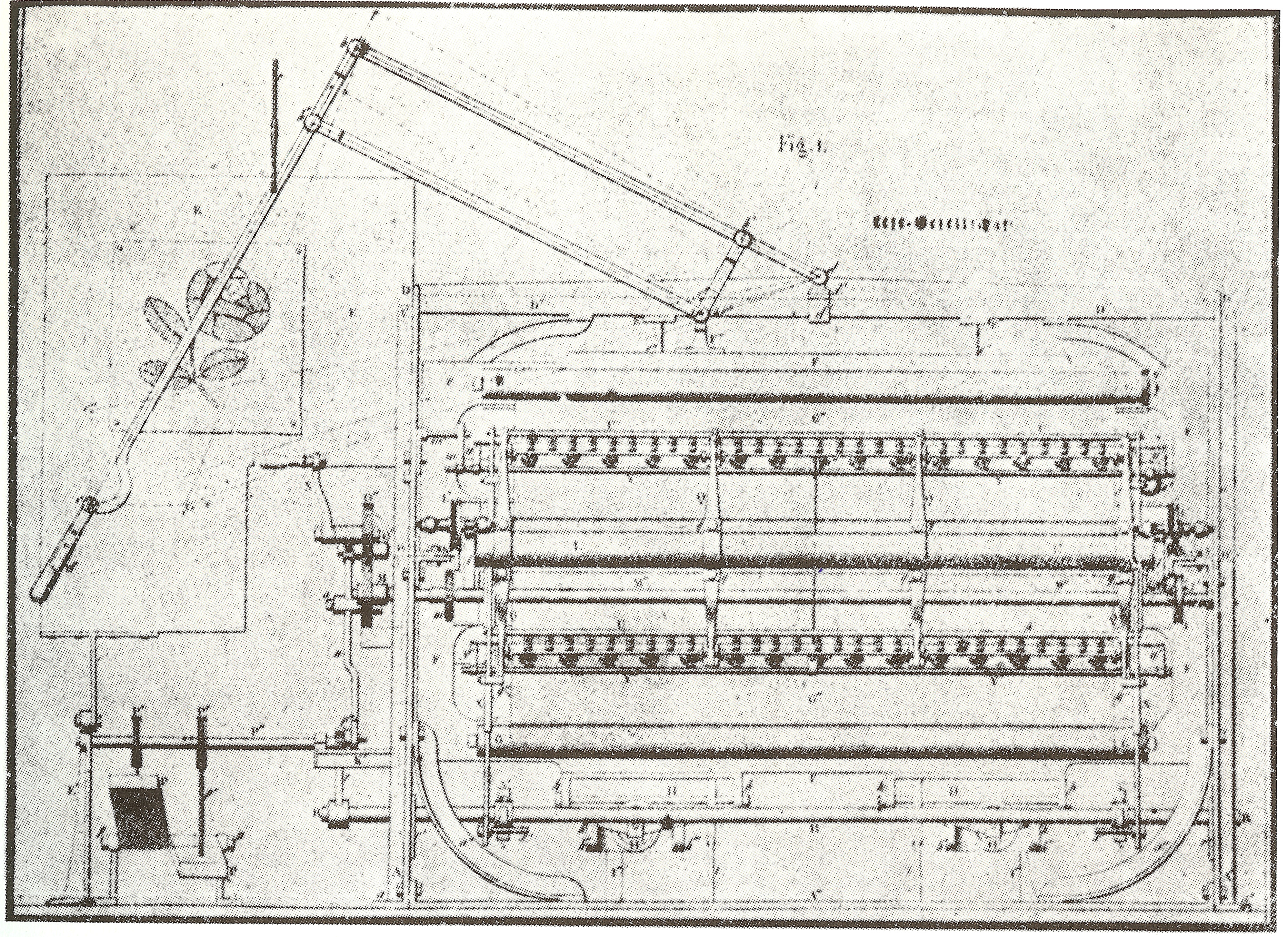
Hafciarstwo maszynowe. Poruszana ręcznie maszyna hafciarska z lat 20. XIX wieku (Konstruktor: Josua Heilmann).

Hafciarstwo – dziedzina włókiennictwa, obejmująca ręczne i maszynowe wytwarzanie haftów.
Istnienie haftów w czasach starożytnych zostało potwierdzone dla niektórych państw bliskowschodnich i afrykańskich, w tym Asyrii, Babilonii i Persji oraz Egiptu. Na obszarze Europy techniki hafciarskie stosowane były przez Greków co najmniej od V stulecia p.n.e., w krajach azjatyckich zostały zaś udokumentowane dla V i IV wieku p.n.e.
W Rzymie w III i II wieku p.n.e. hafciarze zajmujący się ozdabianiem chust, początkowo przybywający z hellenistycznej Grecji, byli zaliczani – wraz z wytwórcami pasów, folusznikami, farbiarzami sukien, tkaczami welonów oraz sukiennikami – do rzemieślników wytwarzających artykuły luksusowe.
W średniowiecznej Europie jako gałąź rzemiosła hafciarstwo jest poświadczone dla XI wieku. W XIII stuleciu na terenie państw niemieckich i włoskich organizacje cechowe hafciarzy były wspólne ze szmuklerzami, jednak później wyodrębnili się oni z cechów zbiorczych. W innych krajach, m.in. na ziemiach polskich, jeszcze w XV wieku rzemieślnicy zawodowo zajmujący się wykonywaniem haftów byli zrzeszeni w cechach wraz z malarzami i złotnikami, wyodrębniając się z nich jako osobny cech dopiero w okresie nowożytnym. W XV wieku na terenie państw włoskich i iberyjskich z hafciarstwa i pasamonictwa jako osobna dziedzina włókiennictwa i najmłodsza technika włókiennicza wyodrębniło się koronkarstwo.
Podobnie jak filcownictwo oraz płóciennictwo i wyrób grubszego sukna, hafciarstwo było dziedziną włókiennictwa uprawianą w niemal wszystkich krajach europejskich. W kolejnych stuleciach najważniejsze ośrodki hafciarstwa powstały we Flandrii i Francji oraz krajach włoskich i południowoniemieckich.
W średniowiecznej i nowożytnej Europie zawodowi hafciarze wykonywali haft na krosienkach, rozciągając materiał będący podkładem na ramach. Jako podkłady były wykorzystywane gotowe tkaniny, filc i skóry. Poza warsztatami hafciarskimi w miastach istniały również pracownie dworskie i klasztorne. Haftowanie traktowane jako amatorskie zajęcie domowe szczególnie rozpowszechniło się w XVI i XVII wieku, gdy nastąpił wyraźny podział na zawodowe hafciarstwo zwane ciężkim, uprawiane przez wyspecjalizowanych rzemieślników, które było wykonywane na tkaninach wełnianych, jedwabnych i skórze oraz na hafciarstwo lekkie, zaliczane do robótek kobiecych, w którym hafty były wykonywane głównie na płótnie. Wzorniki zawierające przykładowe hafty – początkowo rękopiśmienne, od lat 20. XVI wieku drukowane – umożliwiały niezawodowym hafciarkom stosowanie modnych typów ornamentu w swoich wyrobach. Pod koniec XVIII stulecia, pod wpływem wschodnim, na kontynencie europejskim rozpowszechniło się amatorskie wykonywanie haftów na tamborku. Natomiast w połowie wieku XIX, po wprowadzeniu na rynek w roku 1828 pierwszych mechanicznych hafciarek, zaczęło się upowszechniać hafciarstwo maszynowe.